# شرح صحیفه لاهیجی
شرح صحیفه لاهیجی یکی از شرح‌های صحیفه سجادیه است که توسط قطب‌الدین شریف لاهیجی در قرن یازدهم هجری نگاشته شده. این تفسیر ظاهراً در هندوستان به اتمام رسیده و صاحب تفسیر لوامع التنزیل و سواطع التأویل، سید ابوالقاسم رضوی قمی که ساکن هند بود، در تألیف خود از آن بهره جسته‌است. این شرح در کتابخانه آیة الله مرعشی تحت شمارة ۴۸۲۹ مضبوط است.
کتابخانه مجلس شورای اسلامی نسخه تصحیح شده‌ای از این کتاب را منتشر کرده‌است. نسخه‌های مختلفی از این کتاب در تصحیح آن مورد استفاده قرار گرفته که در کتابخانه مرکزی دانشگاه تهران و کتابخانه مجلس شورای اسلامی ثبت شده‌است.